# Giudizio di Salomone (Raffaello)
Il Giudizio di Salomone è un affresco (120x105 cm) di Raffaello Sanzio, databile al 1508 e facente parte della decorazione della volta della Stanza della Segnatura nei Musei Vaticani.

## Storia
Il Giudizio di Salomone è di solito indicata come la seconda scena dipinta nella volta da Raffaello, nella Stanza che per prima venne decorata.

## Descrizione e stile
Su uno sfondo a finto mosaico dorato è rappresentato re Salomone di profilo seduto su un alto trono, girato verso sinistra. Un soldato davanti a lui, raffigurato di spalle, sta per dividere a metà un bambino conteso tra due donne, che si vede poi esanime, ma intero a terra. La donna inginocchiata in primo piano sembra rivolgersi al sovrano per evitare l'ingiustizia, ma solo quella in piedi in secondo piano sembra veramente sconvolta, rivelando come essa sia la vera madre. 
L'opera, con i personaggi attraversati da un vibrante chiaroscuro che ne evidenzia il rilievo plastico, riecheggia varie opere della statuaria antica. Ad esempio il carnefice è stato messo in relazione con i Dioscuri di Montecavallo.
Nel complesso di rispondenze tra il soffitto e le lunette laterali il Giudizio di Salomone si inserisce nell'asse della parete sud, con la Giustizia e le Virtù e la Legge.
| Parete | Immagine | Tondo     | Immagine | Riquadro             | Immagine | Lunetta          | Elemento | Putto |
| ------ | -------- | --------- | -------- | -------------------- | -------- | ---------------- | -------- | ----- |
| Sud    |          | Giustizia |          | Giudizio di Salomone |          | Virtù e la Legge | Terra    | Terra |